# Lomografie

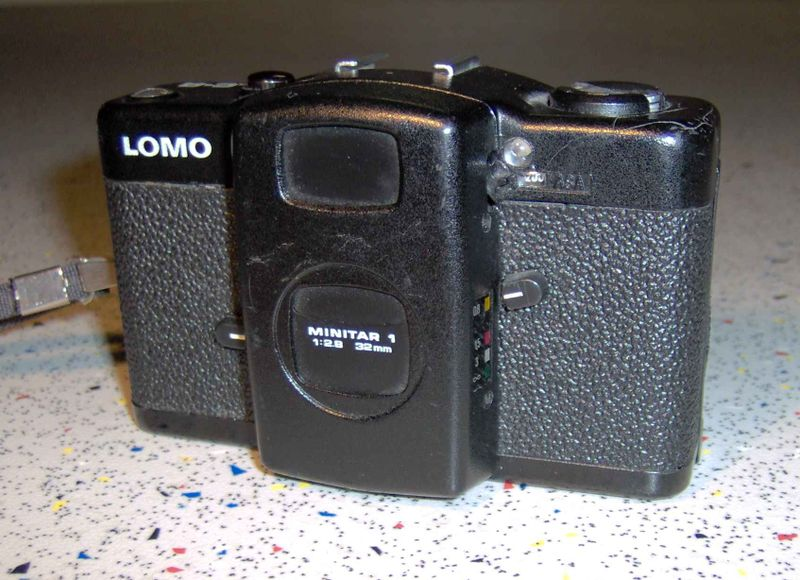
Fotoaparát LOMO LC-A

Lomografie je označení pro fotografování kompaktním fotoaparátem LOMO LC-A a dalšími typy fotoaparátů společnosti Lomography. Jedná se o registrovanou obchodní známku společnosti Lomographic Society International se sídlem v Rakousku, licencovanou od ruské společnosti LOMO PLC.
Existují umělci, kteří se dobrovolně omezují na jednoduché technické možnosti tohoto foto aparátu a pokoušejí se o uměleckou fotografii oproštěnou od technických aspektů. Jeho popularita je tak vysoká, že se začaly vyrábět nové verze staré značky. Snímky pořízené tímto přístrojem se pro svou specifičnost někdy nazývají lomografie, proces jejich pořizování pak lomografování či lomení.

## Historie
Základem lomografie se stal jednoduchý sovětský kompaktní fotoaparát LOMO LC-A vyráběný továrnou Leningradskoje Optiko-Mechaničeskoje Objediněnije, který vycházel z japonského kompaktního přístroje Cosina CX-1. V 80. letech byla zahájena jeho masová výroba a brzy se rozšířil do zemí tehdejšího východního bloku. V roce 1991 objevila jeden z nich skupinka vídeňských studentů v pražském bazaru a jejich snímky stály na začátku znovuzrození legendy: rostoucí obliba lomografie na začátku 90. let, a to především v Rakousku, vedla k založení Lomographic Society International se sídlem na Breitegasse ve Vídni. Zde se konala první lomografická výstava a vznikl specifický fenomén – „lomo zeď“ (lomo wall). V roce 1996 chtěl ruský výrobce produkci fotoaparátů LOMO LC-A ukončit, ale zakladatelům lomografické společnosti se podařilo vedení továrny a tehdejšího místostarostu Petrohradu Vladimira Putina přesvědčit, aby v ní pokračovali. Popularita lomografie stále rostla, po celém světě byly zakládány „lomografické ambasády“, v roce 2001 se ve Vídni otevřela první specializovaná lomografická prodejna. V následujících letech začaly vznikat další modely fotoaparátů, například vylepšený LOMO LC-A+, Diana+ nebo Lubitel+, stejně jako celá řada různých typů filmů.

## Pravidla lomografie

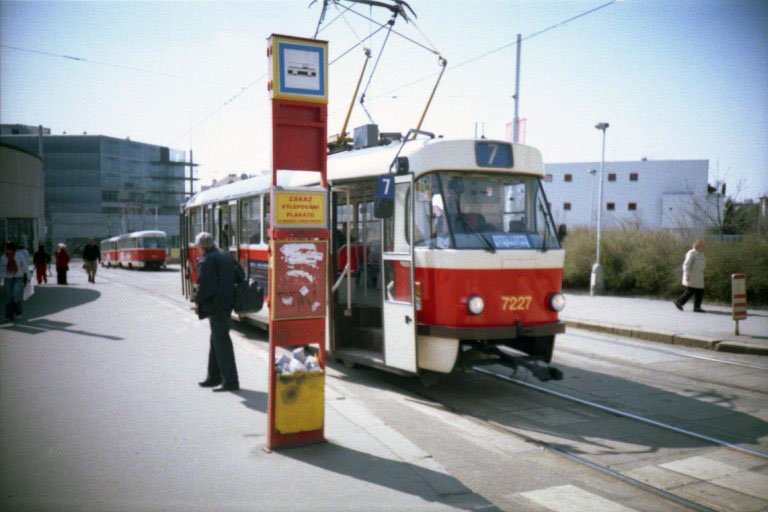
Fotka pořízená fotoaparátem LOMO LC-A

Motto lomografie zní „Nepřemýšlej, prostě foť!“. Vyznavači lomografie se řídí – nebo naopak záměrně neřídí – deseti zlatými pravidly:
1. Své LOMO si ber všude s sebou.
2. Používej ho kdykoliv, ve dne i v noci.
3. Lomografie není ve tvém životě překážkou, ale jeho součástí.
4. Zkus fotit od boku.
5. K objektu, který chceš lomografovat, přistup co nejblíž.
6. Nepřemýšlej.
7. Buď rychlý.
8. Nemusíš vědět předem, co zachytíš na film.
9. Nemusíš to vědět ani potom.
10. Nestarej se o pravidla.